# 3 Teufelskerle lachen alles nieder
3 Teufelskerle lachen alles nieder (Originaltitel: Babanın evlatları) ist eine türkische Kriminalkomödie, die auch als Drei Teufelskerle machen alles nieder gezeigt wurde. Der im deutschsprachigen Raum 1985 auf Video erstaufgeführte Film wurde 1977 von Natuk Baytan inszeniert, oftmals aber Ernst Hofbauer zugeschrieben – die internationalen Credits führen Herb Al Bauer. In den meisten Referenzwerken wie auch in den Stabangaben der deutschen Version werden fast ausschließlich englisch klingende Fantasienamen für Darsteller und technische Crew verwendet und der Film als italienische Produktion geführt. Uraufführung des Films in der Türkei war am 1. Februar 1977.

## Handlung
Die Ganoven Arti und Homer schlagen sich mit Betrügereien durchs Leben. Der mit reichlich Kindern und Ärger gesegnete Jafar, genannt „Papa“, unterschlägt nach der Absage einer Gehaltserhöhung eine Riesensumme und wird ins Gefängnis gesteckt. Da er den Verbleib des Geldes für sich behält, lassen sich auch die beiden Kleinganoven einliefern, um an die Summe zu gelangen. Zusammen mit dem schlagkräftigen Jim brechen Arti, Homer und Papa aus. Wechselseitig versuchen sie nun, Papas Gunst einzeln zu gewinnen. Doch auch der Gangsterboss Bashir ist an Jafar interessiert und lässt ihn zu sich bringen. Die drei Ganoven halten nun wieder zusammen und gelangen als Frauen verkleidet ins Quartier des Gangsterbosses. Zum Schein verrät Papa das Versteck; es läge in einem Skigebiet. Nach weiteren Wirrungen und vielen Prügeleien, auch im Schnee, stellt sich heraus, dass Jim ein Polizist ist; Arti und Homer wandern wieder ins Gefängnis.

## Kritik
„Eine handwerklich, technisch und inhaltlich miserable Gaunerkomödie“, urteilt das Lexikon des internationalen Films.

## Bemerkungen
Die Credits in der internationalen Version geben als Darsteller neben Widmark und Akan folgende Namen an: Harry Goldman, Ben Cocco, Nick Cagney, John Gordon, Helen Christie, Tamara Donovan, John McIntire, Tom Cartney sowie die real existierenden Neriman Köksal und Maria Daunia. Das Drehbuch wird Warren Ferguson zugeschrieben, die Kameraarbeit Jans Hura. Der italienische Titel wird als Mettetemi in galera angegeben.
Internationaler Titel ist The Three Superboys in the Snow.